# 6 april
6 april är den 96:e dagen på året i den gregorianska kalendern (97:e under skottår). Det återstår 269 dagar av året.

## Återkommande bemärkelsedagar

### Helgdagar
- Påskdagen firas i västerländsk kristendom för att högtidlighålla Jesu återuppståndelse efter korsfästelsen, åren 1806, 1817, 1828, 1890, 1947, 1958, 1969, 1980, 2042, 2053, 2064.

### Minnesdagar
- Skottland: Tartan Day (till minne av undertecknandet av Arbroathdeklarationen 1320)

## Namnsdagar

### I den svenska almanackan
- Nuvarande – Vilhelm och William
- Föregående i bokstavsordning
  - Helmi – Namnet infördes 1986 på 10 oktober i formen Helmy. 1993 flyttades det till 26 maj och 2001 till dagens datum, då formen också ändrades till Helmi. Det fanns där fram till 2011, då det utgick.
  - Sixtus – Namnet fanns, till minne av påven Sixtus I, på dagens datum före 1721, då det utgick.
  - Vilhelm – Namnet infördes, till minne av en dansk abbot vid namn Wilhelmus Æbelholt, på dagens datum 1721 och har funnits där sedan dess.
  - William – Namnet infördes på dagens datum 1986. 1993 flyttades det till 14 augusti, men utgick 2001. 2011 återinfördes namnet på dagens datum.
  - Willy – Namnet infördes på dagens datum 1986, men utgick 2001.
- Föregående i kronologisk ordning
  - Före 1721 – Sixtus
  - 1721–1900 – Vilhelm
  - 1901–1985 – Vilhelm
  - 1986–1992 – Vilhelm, William och Willy
  - 1993–2000 – Vilhelm och Willy
  - 2001–2010 – Vilhelm och Helmi
  - Från 2011 – Vilhelm och William
- Källor
  - Brylla, Eva (red.): Namnlängdsboken, Norstedts ordbok, Stockholm, 2000. ISBN 91-7227-204-X
  - af Klintberg, Bengt: Namnen i almanackan, Norstedts ordbok, Stockholm, 2001. ISBN 91-7227-292-9
  - DN.se – William gör efterlängtad comeback

### Finlandssvenska almanackan
- Nuvarande från 2025[1] – William, Liam, Vilhelm, Ville, Wilmer
- I föregående revideringar[a][2]
  - 1929–1949 – Vilhelm, Vilhelmina
  - 1950–1988 – Vilhelm
  - 1989–1994 – Vilhelm, Viljam
  - 1995–2009 – Vilhelm, William
  - 2010–2014 – Vilhelm, William, Liam
  - 2015–2019 – Vilhelm, William, Ville, Wilmer, Liam
  - 2020–2024 – William, Liam, Ville, Vilhelm, Wilmer

## Händelser
- 648 f.Kr. – En solförmörkelse är synlig i Europa och Mellanöstern och detta blir den första solförmörkelse, som noteras i ännu bevarade källor av grekiska krönikörer, vilket gör den till en av de äldsta kända solförmörkelserna i världshistorien.
- 46 f.Kr. – Julius Caesars styrkor besegrar Metellus Scipios här i slaget vid Thapsus i nuvarande Tunisien. Det blir en avgörande seger för Caesar, som leder till att flera av hans motståndare i det romerska inbördeskriget begår självmord, för att undkomma hans hämnd och att de motståndare, som fortsätter kampen, blir kraftigt försvagade. Kriget pågår dock i ytterligare ett år, innan Caesar står som segrare.
- 1199 – Rikard I Lejonhjärta avlider av kallbrand efter att ha träffats av en pil under en belägring. Han efterträds samma dag som kung av England av sin bror Johan, som sedan 1177 också är herre över Irland, en titel som samtliga engelska regenter kommer att inneha fram till 1542, då den ersätts av titeln kung av Irland, som de engelska och brittiska monarkerna i sin tur kommer att inneha fram till 1801, då denna uppgår i titeln kung av Storbritannien och Irland.
- 1320 – 51 skotska adelsmän undertecknar den så kallade Arbroathdeklarationen, som ställs till påven Johannes XXII. I deklarationen utropar man Skottlands självständighet från England och anhåller också att påven ska häva bannlysningen av den skotske kungen Robert I, som har legat över honom sedan han har dödat sin tronrival John III Comyn 1306. Deklarationen är ett led i ett större diplomatiskt spel, för att säkerställa att Skottland förblir ett självständigt kungadöme och inte ett feodalt område under engelskt styre (såsom mer eller mindre har varit fallet sedan 1296) och det dröjer nära 300 år, innan England och Skottland hamnar under samma krona igen.
- 1520 – Under det pågående kriget mellan Sverige och Danmark blir en svensk bondehär besegrad av Kristian II:s danska yrkesarmé i det så kallade långfredagsslaget vid Uppsala. Detta blir en av de danska framgångarna i kriget och ett halvår senare återupprättas Kalmarunionen en sista gång, när Kristian II i november utropar sig till svensk kung.
- 1652 – Ett nederländskt fartyg under kapten Jan van Riebeeck ankrar vid Godahoppsudden vid Afrikas sydspets (i nuvarande Sydafrika). Holländarna, som är utsända av det Nederländska Ostindiska Kompaniet, grundar en provianterings- och spaningsstation för Nederländernas räkning, för att man ska ha en fast punkt på vägen mellan moderlandet och Nederländska Ostindien (nuvarande Indonesien). Platsen förblir i nederländska händer till slutet av 1700-talet, då den ett tag kommer att växla mellan brittisk och holländsk hand, för att i början av 1800-talet övertas av britterna. Under 1800- och 1900-talen växer den ut till den moderna Kapstaden.
- 1830 – Sedan den amerikanske predikanten Joseph Smith den 26 mars har gett ut Mormons bok grundar han denna dag den frikyrkliga rörelsen Kristi kyrka (numera Jesu Kristi Kyrka av Sista Dagars Heliga) i staden Fayette i delstaten New York. Då rörelsen har Mormons bok som en av sina grundpelare blir anhängarna snart i dagligt tal kända som mormoner.
- 1864 – Nästan hela Ronneby i Blekinge brinner ner till grunden i en stor stadsbrand.
- 1865 – Den tyske företagsledaren Friedrich Engelhorn grundar kemiföretaget Badische Anilin- und Soda-Fabrik i Mannheim. Företaget, som snart blir känt under förkortningen BASF (även om det är först 1973, som detta blir det officiella företagsnamnet) är idag världsledande inom kemikalieindustrin.
- 1896 – Sedan den franske greven och historikern Pierre de Coubertin två år tidigare har grundat de olympiska spelen, för att försöka öka förståelsen mellan världens länder och folk genom sportevenemang, invigs de första moderna spelen i den grekiska huvudstaden Aten (som en ärebetygelse åt Grekland, där de antika spelen hölls) och pågår fram till 15 april. Spelen hålls sedan vart fjärde år på olika orter världen runt, med undantag för 1916, 1940 och 1944, då de ställs in på grund av de pågående världskrigen. 2020 uppsjuts spelen till 2021 på grund av coronapandemin.
- 1917 – USA förklarar krig mot Tyskland och går därmed in i första världskriget på ententens sida efter att senaten har röstat för detta med 90 röster mot 6 och representanthuset har gjort likaledes med 373 röster mot 50. Två bidragande orsaker till att USA går med i kriget är dels den ökande tyska sänkningen av fartyg med hjälp av ubåtar (särskilt sänkningen av RMS Lusitania 1915, då 128 amerikanska medborgare har omkommit), dels det så kallade Zimmermanntelegrammet, som den tyske utrikesministern Arthur Zimmermann har skickat till Tysklands ambassadör i Mexiko Heinrich von Eckardt i januari samma år, i vilket Tyskland lovar Mexiko att få annektera delar av södra USA, om mexikanerna går med i kriget på centralmakternas sida.
- 1941 – Axelmakterna (tyska och italienska trupper, stödda av ungerska) inleder under det pågående andra världskriget en invasion av Jugoslavien (Operation 25) från Ungern och Bulgarien, och av Grekland (Operation Marita) från Bulgarien. Jugoslavien kapitulerar den 17 april och landet styckas mellan axelmakterna, som insätter marionettregeringar där. Grekland, som man har invaderat för att undanröja den brittiska stödjepunkten där, kapitulerar den 30 april och även detta land ockuperas av axelmakterna.
- 1948 – Finland och Sovjetunionen undertecknar det så kallade VSB-avtalet, ett fördrag om vänskap, samarbete och ömsesidigt bistånd, vilket ska gälla i tio år, men kommer att utgöra grunden för de finländsk-sovjetiska relationerna fram till 1992. Avtalet blir inte den försvarsallians, som man har funderat på sedan slutet på fortsättningskriget 1944, men den finländske presidenten Juho Kusti Paasikivi anser att det är ett sätt att säkra Finlands självständighet gentemot Sovjet och faktum är att Finland inte blir en sådan buffertstat som många andra östeuropeiska länder i Sovjets närhet blir under kalla kriget.
- 1964 – Den första njurtransplantationen i Sverige utförs på Serafimerlasarettet, under ledning av professor Curt Franksson
- 1974 – Den svenska popgruppen Abba vinner årets upplaga av Eurovision Song Contest i den sydengelska badorten Brighton med låten Waterloo, som de framför på engelska och med dirigenten Sven-Olof Walldoff utklädd till Napoleon. Detta blir Sveriges första seger i denna årliga musiktävling, som har hållits sedan 1956, vilket leder till att Sverige året därpå för första gången får arrangera tävlingen. Denna dag 1974 blir även låten Hooked on a Feeling med Björn Skifs och Blåblus etta på amerikanska Billboardlistan Billboard Hot 100.
- 2012 – Den nordöstra delen av den afrikanska staten Mali utropar sin självständighet under namnet Azawad,[3] efter ett tuaregiskt uppror mot centralmakten. Den nya republiken saknar dock helt och hållet internationellt erkännande och anses fortfarande som en del av Mali.

## Födda
- 570 – Childebert II, frankisk kung av Austrasien 575–596 samt av Paris och Burgund 592–596
- 1483 – Rafael, italiensk målare (född denna dag eller 28 mars)
- 1664 – Arvid Horn, svensk militär, diplomat, statsman, riksråd och lantmarskalk, Sveriges kanslipresident 1710–1719 och 1720–1738
- 1651 – André Dacier, fransk filolog
- 1750 – James Watson, amerikansk federalistisk politiker, senator för staten New York 1798–1800
- 1752 – Hugh Elliot, brittisk diplomat
- 1786 – Robert Hanna, amerikansk politiker, senator för Indiana 1831–1832
- 1789 – Isaac Hill, amerikansk demokratisk politiker och publicist, senator för New Hampshire 1831–1836, guvernör i samma delstat 1836–1839
- 1801 – Hugh Henry Rose, brittisk fältmarskalk
- 1806 – Friedrich Wilhelm Ritschl, tysk klassisk filolog
- 1812 – Aleksandr Herzen, rysk författare
- 1827 – Frithiof Grafström, svensk kyrkoherde, författare och riksdagsman
- 1849 – John William Waterhouse, brittisk prerafaelitisk målare
- 1853 – Emil Jellinek, österrikisk-tysk företagare, grundare av bilmärket Mercedes-Benz
- 1888 – Dan Andersson, svensk författare och poet
- 1890 – Millard Tydings, amerikansk demokratisk politiker, senator för Maryland 1927–1951
- 1901 – Pier Giorgio Frassati, saligförklarad italiensk student och tertiar inom dominikanorden
- 1904 – Kurt Georg Kiesinger, tysk kristdemokratisk politiker, Västtysklands förbundskansler 1966–1969
- 1910 – Gudrun Brost, svensk skådespelare
- 1911 – Feodor Lynen, tysk biokemist, mottagare av Nobelpriset i fysiologi eller medicin 1964
- 1918 – Eva-Lisa Lennartsson, svensk sångare
- 1920 – Edmond H. Fischer, amerikansk-schweizisk biokemist, mottagare av Nobelpriset i fysiologi eller medicin 1992
- 1921 – Sten Ardenstam, svensk skådespelare
- 1926 – Ian Paisley, brittisk politiker, europaparlamentariker 1979–2004
- 1927 – Gerry Mulligan, amerikansk jazzmusiker och barytonsaxofonist
- 1928 – James Watson, amerikansk medicinsk forskare, mottagare av Nobelpriset i fysiologi eller medicin 1962
- 1929 – André Previn, amerikansk pianist och dirigent
- 1935
  - Elisabeth Rehn, finländsk politiker för Svenska folkpartiet, Finlands försvarsminister 1990–1995 och jämställdhetsminister 1991–1995
  - Thor G. Norås, norsk forskare, författare, journalist, kompositör, manager och impressario
- 1942 – Annelie Alexandersson, svensk dansare och skådespelare
- 1944 – Viveca Lärn, svensk författare och journalist
- 1946
  - Paul Beresford, brittisk konservativ politiker, parlamentsledamot 1992–2024
  - Viveca Dahlén, svensk skådespelare
- 1947 – John Ratzenberger, amerikansk skådespelare
- 1948 – Jo Leinen, tysk socialdemokratisk politiker, europaparlamentariker 1999–2019
- 1949 – Horst L. Störmer, tysk fysiker, mottagare av Nobelpriset i fysik 1998
- 1950 – Christer Sjögren, svensk sångare och musiker, medlem i gruppen Vikingarna 1978–2004
- 1953 – Joe Courtney, amerikansk demokratisk politiker, kongressledamot 2007–
- 1956 – Michele Bachmann, amerikansk republikansk politiker, kongressledamot 2007–2015
- 1958 – Stefan Gerhardsson, svensk komiker, medlem i komikerduon Stefan & Krister
- 1964
  - Tim Walz, amerikansk demokratisk politiker, kongressledamot 2007–2019, guvernör i Minnesota 2019–, vicepresidentkandidat i presidentvalet i USA 2024
  - David Woodard, amerikansk dirigent och författare
  - Crispin Glover, amerikansk skådespelare
- 1969
  - Joël Smets, belgisk motocrossförare
  - Petter Billengren, svensk skådespelare
  - Paul Rudd, amerikansk skådespelare
- 1975 – Zach Braff, amerikansk skådespelare
- 1977 – Sara Svensson, svensk barnflicka och mördare, känd från Knutbydramat
- 1979
  - Markus Krunegård, svensk sångare och låtskrivare
  - Jana Salat, kanadensisk vattenpolospelare
- 1981 – Sheldon Lawrence, jamaicansk reggaemusiker med artistnamnet Aidonia

## Avlidna
- 885 – Methodios, 59, grekisk vetenskapsman och kristen missionär
- 1199 – Rikard I Lejonhjärta, 41, kung av England och sedan 1189
- 1520 – Rafael, 37, italiensk målare
- 1528 – Albrecht Dürer, 56, tysk målare och grafiker
- 1590 – Francis Walsingham, omkring 58, engelsk adelsman, statssekreterare och underrättelseorganisatör
- 1670 – Olaus Laurelius, 84, svensk professor och biskop i Västerås
- 1669 – Lars Wivallius, 64, svensk poet och äventyrare
- 1829 – Niels Henrik Abel, 26, norsk matematiker
- 1847 – Hans Järta, 73, svensk ämbetsman och skriftställare, landshövding i Kopparbergs län 1812–1822, ledamot av Svenska Akademien från 1819
- 1906 – Alexander Kielland, 57, norsk författare
- 1934 – Jonas Gifting, 78, svensk korpral
- 1943 – Alexandre Millerand, 84, fransk politiker, Frankrikes president 1920–1924
- 1947 – Herbert Backe, 50, tysk nazistisk politiker, Tysklands riksnäringsminister 1942–1945
- 1948 – Eric Bengtson, 50, svensk kapellmästare, musikarrangör, kompositör och dirigent
- 1951 – Eric Malmberg, 63, svensk skådespelare och regissör
- 1952 – Bengt Hesselman, 76, svensk språkforskare, ledamot av Svenska Akademien sedan 1935
- 1957 – Pierina Morosini, 26, italiensk saligförklarad jungfru och martyr
- 1961 – Jules Bordet, 90, belgisk mikrobiolog och immunolog, mottagare av Nobelpriset i fysiologi eller medicin 1919
- 1966 – John Melin, 70, svensk skådespelare
- 1971 – Igor Stravinskij, 88, rysk tonsättare, pianist och dirigent
- 1972 – Heinrich Lübke, 77, tysk politiker, Västtysklands jordbruks-, närings- och skogsminister 1953–1959 samt förbundspresident 1959–1969
- 1980 – Nils Ericson, 74, svensk skådespelare och sångare
- 1990 – B.T. Ranadive, 85, indisk politiker och fackföreningsman
- 1992 – Isaac Asimov, 72, rysk-amerikansk författare
- 1996 – Greer Garson, 91, amerikansk skådespelare
- 1998 – Tammy Wynette, 55, amerikansk countrysångare
- 2005 – Rainier III, 81, furste av Monaco sedan 1949
- 2009 – Ivy Matsepe-Casaburri, 71, sydafrikansk politiker, Sydafrikas kommunikationsminister sedan 1999 och tillförordnad president 2008
- 2011
  - Thøger Birkeland, 89, dansk lärare och författare
  - Fritiof Sjöstrand, 98, svensk läkare och histolog
- 2012 – Thomas Kinkade, 54, amerikansk konstnär
- 2013 – Elisabeth Palmstierna, 95, svensk hovmarskalk, prinsessan Lilians hovdam
- 2014
  - Mary Anderson, 96, amerikansk skådespelare
  - Liv Dommersnes, 91, norsk skådespelare
  - Mickey Rooney, 93, amerikansk skådespelare
- 2016 – Merle Haggard, 79, amerikansk countrymusiker och outlaw
- 2019
  - David J. Thouless, 84, brittisk fysiker, mottagare av Nobelpriset i fysik 2016
  - Ernest Hollings, 97, amerikansk demokratisk politiker, senator för South Carolina 1966–2005
- 2021
  - Peter Ainsworth, 64, brittisk konservativ parlamentsledamot
  - Hans Küng, 93, schweizisk romersk-katolsk teolog
- 2022 – Vladimir Zjirinovskij, 75, rysk militär och politiker, partiledare för Rysslands liberaldemokratiska parti
- 2023 – Ingvar Hirdwall, 88, svensk skådespelare